# Vitja Glušakov - drug apačej
Vitja Glušakov - drug apačej (Витя Глушаков — друг апачей) è un film del 1983 diretto da Geral'd Bežanov.

## Trama
Il film racconta la sognatrice Vita, che scrive un romanzo sulla vita degli Apache e conosce sul tram il disoccupato Arkadij, la cui vita di conseguenza ha un senso.